# David Kozák (písničkář)
David Kozák (* 28. dubna 1995 Český Krumlov) je český písničkář, zpěvák, herec a hudebník z Českého Krumlova. Žije v Praze.

## Hudební kariéra
Skládá autorské texty v českém jazyce a aranže k písním na kytaru. Vystupuje na festivalech, klubových akcích, soukromých akcích, hudebně-literárních večerech po ČR. V jeho folkové tvorbě lze nalézt inspiraci různými žánry s prvky alternativy, rocku, blues, country, indie i zapamatovatelné popové nápěvky a chytlavé melodie. Živá vystoupení jsou charakteristická dynamickou hrou na kytaru a autentickým projevem. Poetické i veselé písně z každodenního života i texty s filozofickým přesahem. Romantické, milostné i existenciální motivy, příběhy z obyčejného života.
V roce 2019 nahrával první demo nahrávky u Ondřeje Žatkuliaka v Rooftop studiu. V roce 2022 vydal debutové album s názvem Planetárium, které bylo nahráno v Ambit 1084 studios v Českém Krumlově. Ilustraci a hlavní designový motiv alba dělal českokrumlovský malíř a ilustrátor Jindra Čapek.
Vznikl audiodokument s názvem Nejistotám navzdory o hudební tvorbě Davida Kozáka. Byl publikovaný na rádiu Wave. Autorem dokumentu je dokumentaristka a režisérka Viola Tokárová.
Je jedním ze tří pořadatelů multižánrového hudebního festivalu Letňák v kině v Českém Krumlově. Spolu s Violou Tokárovou a Mikolášem Minaříkem.

## Studium a herectví

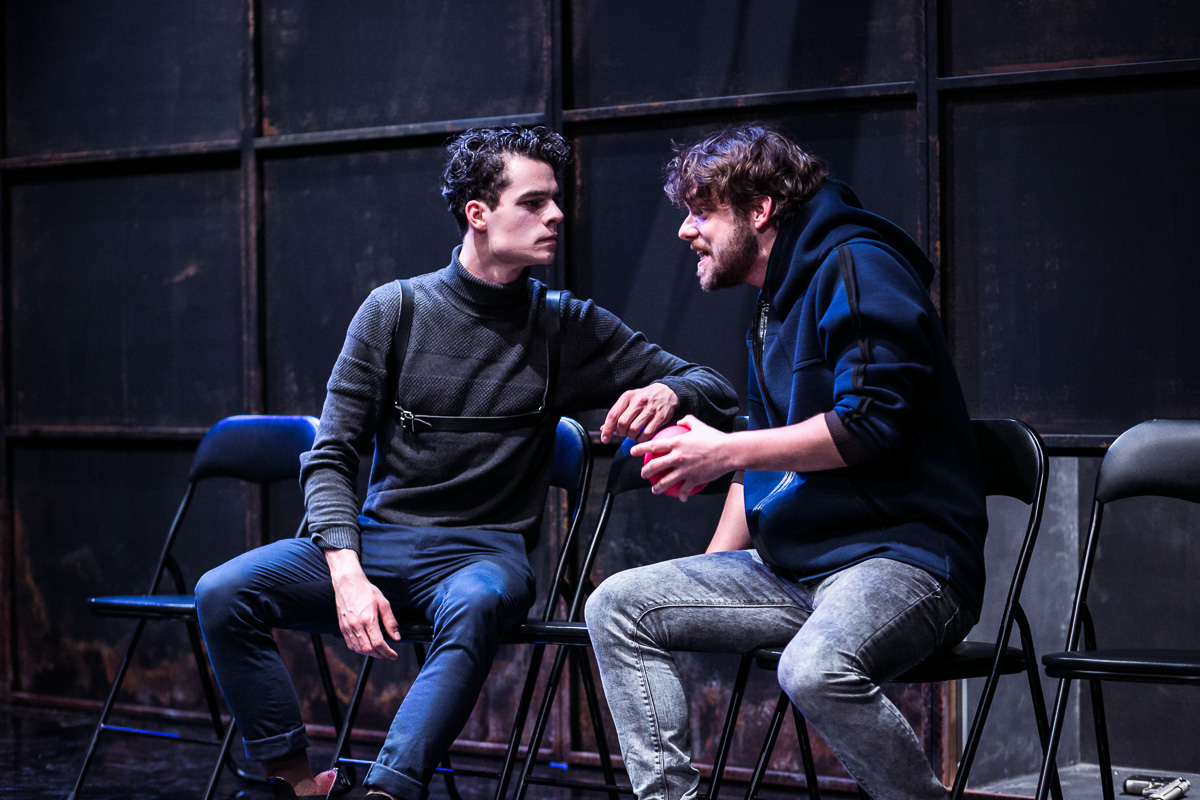
David Kozák a Filip Březina. Fotografie ze studentského představení Běsi od Norberta Závodského v divadle Disk.

Vystudoval Střední policejní školu Ministerstva vnitra v Holešově a následně činoherní herectví na Divadelní fakultě Akademie múzických umění v Praze (DAMU) a marketingová studia na Fakultě multimediálních komunikací Univerzity Tomáše Bati ve Zlíně.
V průběhu studia na DAMU byl pod pedagogickým vedením bývalé umělecké režisérky činohry Národního divadla Daniely Špinar, herce Ladislava Mrkvičky, herečky Petry Špalkové, dramaturgyně Darji Ullrichové a režiséra Jana Nebeského. Hrál ve studentském představení Žranice, které vysílala Česká televize jako divadelní záznam, a v dalších několika epizodních rolích v televizních seriálech (Vyprávěj, Specialisté, Modrý kód) a videoklipech (Kryštof, Ukulele Jack, Stříbrný Rafael).